# Miles Joseph Berkeley
Miles Joseph Berkeley (Biggin Hall (Benefield, Northamptonshire), 1 april 1803 – Sibbertoft, 30 juli 1889) was een Engelse botanicus en geestelijke.
Berkeley ging naar de kostschool, Rugby School en later naar Christ's College van de universiteit van Cambridge. Hij werd gewijd en in 1837 werd hij 'incumbent' van Apethorpe en in 1868 'vicar' van Sibbertoft, bij Market Harborough.
Hij is vooral bekend vanwege zijn bijdrage aan de mycologie; hij kan in verband worden gebracht met ongeveer zesduizend soorten schimmels.
Zijn herbarium in Kew, waarin meer dan negenduizend soorten zijn verzameld, met vele notaties, vormt een van de belangrijkste schimmelverzamelingen in de wereld.

## Werken
- The English Flora: volume 5, part 2 (1836)
- Notices of British fungi (1837-1885)
- On the fructification of the pileate and clavate tribes of hymenomycetous fungi in Annals of natural history 1:2 pp. 81 - 101 (1838)
- Description of exotic fungi in the collection of Sir W. J. Hooker, from memoirs and notes of J. F. Klotzsch, with additions and corrections in Annals of natural history 3 pp. 325 - 401 (1839)
- On the fructification of 99,Lycoperdon, 121,Phallus, and their allied genera in Annals of natural history 4 pp. 155 – 159 (1840)
- Notices of some Brazilian fungi in The London Journal of Botany 2 pp. 629 - 643 (1843)
- Decades of Fungi in Journal of Botany (1844 1856)
- Met Jean Pierre Francois en Camille Montagne Centurie de plantes cellulaires exotiques nouvelles: 11.5 in Annales des Sciences Naturelles. Botanique 3:11 pp. 235 – 256 (1849)
- met Moses Ashley Curtis Contributions to the mycology of North America in American Journal of Science and Arts (1849 - 1850)
- The botany of the Antarctic voyage: Fungi (1855-1860)
- Introduction to Cryptogamic Botany (1857)
- met Moses Ashley Curtis Characters of new fungi, collected in the North Pacific exploring expedition by Charles Wright in Proceedings of the National Academy of Arts and Sciences, USA 4 pp. 111 - 130 (1860)
- Outlines of British Fungology (1860)
- met Moses Ashley Curtis Fungi Cubenses in The Journal of the Linnean Society. Botany 10 pp. 280 - 392 (1869)
- Notices of North American Fungi in Grevillea (1872-1876)
- met Christopher Edmund Broome Enumeration of the fungi of ceylon in The Journal of the Linnean Society. Botany 14 pp. 29 - 140 (1875)
- met Mordecai Cubitt Cooke The fungi of Brazil, including those collected by J. W. H. Trail... In 1874 in The Journal of the Linnean Society. Botany 15 p. 363 (1877

- Bibsys: 90190831
- Biblioteca Nacional de España: XX1619256
- Bibliothèque nationale de France: cb12212539w (data)
- Author citation (botany): Berk.
- CiNii: DA04214083
- Gemeinsame Normdatei: 11865618X
- International Standard Name Identifier: 0000 0001 0903 8580
- Library of Congress Control Number: n81037397
- Nationale bibliotheek van Australië: 35116825
- Nationale Bibliotheek van Israël: 987007274196805171
- Nederlandse Thesaurus van Auteursnamen: 110998685
- Réseau des bibliothèques de Suisse occidentale: 02-A002995024
- Istituto Centrale per il Catalogo Unico: UBOV075665
- SNAC: w6gm8jwp
- Système universitaire de documentation: 110788885
- Trove: 831391
- Virtual International Authority File: 56659315
- WorldCat: E39PBJjxtXmgvtfhbRBbwddqQq